# Neuseeländische Badmintonmeisterschaft 2023
Die Neuseeländische Badmintonmeisterschaft 2023 fand vom 21. bis zum 23. Juli 2023 in Auckland statt.

## Medaillengewinner
| Disziplin    | Gold                    | Silber                      | Bronze                          |
| ------------ | ----------------------- | --------------------------- | ------------------------------- |
| Herreneinzel | Edward Lau              | Daniel Hu                   | Chris Benzie                    |
| Herreneinzel | Edward Lau              | Daniel Hu                   | Raphael Chris Deloy             |
| Dameneinzel  | Shaunna Li              | Josephine Zhao              | Courtney Trillo                 |
| Dameneinzel  | Shaunna Li              | Josephine Zhao              | Lillian Cao                     |
| Herrendoppel | Ryan Tong Jack Wang     | Adam Jeffrey Dylan Soedjasa | Raphael Chris Deloy Markis Tew  |
| Herrendoppel | Ryan Tong Jack Wang     | Adam Jeffrey Dylan Soedjasa | Jaden Lei Mingoa Samuel Navarra |
| Damendoppel  | Shaunna Li Alyssa Tagle | Sally Fu Camellia Zhou      | Laura Lin Justine Villegas      |
| Damendoppel  | Shaunna Li Alyssa Tagle | Sally Fu Camellia Zhou      | Janice Jiang Angelina Ung       |
| Mixed        | Edward Lau Shaunna Li   | Dylan Soedjasa Anona Pak    | Patrick Liu Berry Ng            |
| Mixed        | Edward Lau Shaunna Li   | Dylan Soedjasa Anona Pak    | Vincent Tao Alyssa Tagle        |